# Associazione Calcio Martina 1947 2006-2007
Questa voce raccoglie le informazioni riguardanti l 'Associazione Calcio Martina 1947 nelle competizioni ufficiali della stagione 2006-2007.

## Rosa
| N. |                      | Ruolo | Calciatore            |
| -- | -------------------- | ----- | --------------------- |
|    | Malta (bandiera)     | D     | Andrei Agius          |
|    | Italia (bandiera)    | C     | Giuseppe Agostinone   |
|    | Italia (bandiera)    | P     | Stefano Ambrosi       |
|    | Italia (bandiera)    | A     | Roberto Aquaro        |
|    | Italia (bandiera)    | C     | Davide Arrigò         |
|    | Italia (bandiera)    | A     | Vittorio Bernardo     |
|    | Italia (bandiera)    | D     | Mauro Bianchi         |
|    | Italia (bandiera)    | C     | Giuseppe Brescia      |
|    | Brasile (bandiera)   | A     | Bruno Cazarine        |
|    | Argentina (bandiera) | A     | Lucas Cantoro         |
|    | Italia (bandiera)    | C     | Carlo Cardascio       |
|    | Italia (bandiera)    | C     | Tommaso Coletti       |
|    | Italia (bandiera)    | D     | Carmelo Dato          |
|    | Italia (bandiera)    | D     | Alessandro Del Grosso |
|    | Italia (bandiera)    | D     | Alessio Del Tongo     |
|    | Italia (bandiera)    | D     | Vito Di Bari          |
|    | Italia (bandiera)    | D     | Nicola Diliso         |
|    | Italia (bandiera)    | C     | Fabio Ferraresi       |
|    | Italia (bandiera)    | D     | Raffaele Gambuzza     |
|    | Italia (bandiera)    | D     | Andrea Gaveglia       |

| N. |                    | Ruolo | Calciatore            |  |
| -- | ------------------ | ----- | --------------------- |  |
|    | Italia (bandiera)  | P     | Silvio Lafuenti       |  |
|    | Italia (bandiera)  | A     | Fabio Lauria          |  |
|    | Italia (bandiera)  | D     | Andrea Lisuzzo        |  |
|    | Italia (bandiera)  | C     | Andrea Luciani        |  |
|    | Italia (bandiera)  | A     | Massimo Manca         |  |
|    | Italia (bandiera)  | A     | Paolo Mancini         |  |
|    | Italia (bandiera)  | C     | Nicola Mancino        |  |
|    | Italia (bandiera)  | D     | Pietro Marinello      |  |
|    | Italia (bandiera)  | A     | Alessandro Marotta    |  |
|    | Brasile (bandiera) | C     | Daniel Minorelli      |  |
|    | Italia (bandiera)  | A     | Raffaele Perna        |  |
|    | Italia (bandiera)  | P     | Paolo Pirchio         |  |
|    | Italia (bandiera)  | D     | Marco Pollini         |  |
|    | Italia (bandiera)  | C     | Francesco Portosi     |  |
|    | Italia (bandiera)  | D     | Alessandro Ranellucci |  |
|    | Italia (bandiera)  | C     | Massimo Scoponi       |  |
|    | Italia (bandiera)  | D     | Andrea Solidoro       |  |
|    | Italia (bandiera)  | C     | Vincenzo Tagliente    |  |
|    | Italia (bandiera)  | C     | Domenico Tassone      |  |
|    | Italia (bandiera)  | C     | Mirko Tursi           |  |

## Risultati

### Campionato

#### Girone di andata
| 3 settembre 2006 1ª giornata | Salernitana | 2 – 0 | Martina |  |

| 10 settembre 2006 2ª giornata | Martina | 0 – 1 | Foggia |  |

| 17 settembre 2006 3ª giornata | Perugia | 1 – 1 | Martina |  |

| 24 settembre 2006 4ª giornata | Martina | 0 – 3 | Avellino |  |

| 1º ottobre 2006 5ª giornata | Martina | 0 – 1 | Gallipoli |  |

| 8 ottobre 2006 6ª giornata | Ravenna | 2 – 0 | Martina |  |

| 15 ottobre 2006 7ª giornata | Martina | 2 – 2 | Cavese |  |

| 22 ottobre 2006 8ª giornata | Juve Stabia | 3 – 0 | Martina |  |

| 29 ottobre 2006 9ª giornata | Martina | 2 – 0 | Teramo |  |

| 5 novembre 2006 10ª giornata | Lanciano | 0 – 0 | Martina |  |

| 12 novembre 2006 11ª giornata | Martina | 0 – 1 | Ancona |  |

| 19 novembre 2006 12ª giornata | Taranto | 2 – 1 | Martina |  |

| 26 novembre 2006 13ª giornata | Martina | 2 – 1 | Giulianova |  |

| 3 dicembre 2006 14ª giornata | Sambenedettese | 3 – 1 | Martina |  |

| 10 dicembre 2006 15ª giornata | Martina | 1 – 2 | San Marino |  |

| 17 dicembre 2006 16ª giornata | Ternana | 1 – 1 | Martina |  |

| 23 dicembre 2006 17ª giornata | Martina | 2 – 1 | Manfredonia |  |

#### Girone di ritorno
| 14 gennaio 2007 18ª giornata | Martina | 1 – 0 | Salernitana |  |

| 21 gennaio 2007 19ª giornata | Foggia | 0 – 0 | Martina |  |

| 28 gennaio 2007 20ª giornata | Martina | 0 – 0 | Perugia |  |

| 4 febbraio 2007 21ª giornata | Avellino | 2 – 1 | Martina |  |

| 11 febbraio 2007 22ª giornata | Gallipoli | 0 – 1 | Martina |  |

| 18 febbraio 2007 23ª giornata | Martina | 1 – 0 | Ravenna |  |

| 25 febbraio 2007 24ª giornata | Cavese | 2 – 1 | Martina |  |

| 4 marzo 2007 25ª giornata | Martina | 0 – 0 | Juve Stabia |  |

| 18 marzo 2007 26ª giornata | Teramo | 2 – 1 | Martina |  |

| 25 marzo 2007 27ª giornata | Martina | 0 – 0 | Lanciano |  |

| 1º aprile 2007 28ª giornata | Ancona | 1 – 2 | Martina |  |

| 7 aprile 2007 29ª giornata | Martina | 0 – 2 | Taranto |  |

| 15 aprile 2007 30ª giornata | Giulianova | 0 – 1 | Martina |  |

| 22 aprile 2007 31ª giornata | Martina | 2 – 0 | Sambenedettese |  |

| 29 aprile 2007 32ª giornata | San Marino | 2 – 0 | Martina |  |

| 6 maggio 2007 33ª giornata | Martina | 1 – 1 | Ternana |  |

| 13 maggio 2007 34ª giornata | Manfredonia | 2 – 2 | Martina |  |